# Umar Hausawi
Umar Hausawi (arab. ‏عمر هوساوي‎, ur. 27 września 1985) – saudyjski piłkarz, grający na pozycji obrońcy w klubie Al-Ittihad. Uczestnik Pucharu Azji w 2015.
W reprezentacji Arabii Saudyjskiej zadebiutował 9 września 2013 w przegranym 1:3 meczu z Trynidadem i Tobago.